# Lukas Ahrend
Lukas Ahrend (* 21. Februar 2000 in Kassel) ist ein deutscher Fußballspieler.

## Karriere

### Verein
Nach seinen Anfängen in der Jugend des TSV 04 Feucht und des 1. FC Nürnberg, für den er 22 Spiele in der B-Junioren-Bundesliga absolvierte, wechselte er im Sommer 2016 in die Jugendabteilung des FC Schalke 04. Nach insgesamt 26 Spielen in der B-Junioren-Bundesliga, 44 Spielen in der A-Junioren-Bundesliga und fünf Spielen in der Saison 2018/19 in der UEFA Youth League, bei denen ihm insgesamt ein Tor gelang, wechselte Ahrend im Sommer 2019 zur zweiten Mannschaft der SpVgg Greuther Fürth in die Regionalliga Bayern. Dort entwickelte er sich zum Stammspieler und gehörte im Frühjahr 2020 auch in zwei Spielen dem Spieltagskader der ersten Mannschaft in der 2. Bundesliga an, kam allerdings nicht zum Einsatz.
Nach insgesamt drei Spielzeiten und zwei Toren in 57 Ligaspielen wechselte er im Sommer 2022 in die Regionalliga Südwest zum SSV Ulm 1846. Mit seinem Verein wurde er am Ende der Saison 2022/23 Meister und stieg in die 3. Liga auf. Dort kam er auch zu seinem ersten Einsatz im Profibereich, als er am 25. August 2023, dem 4. Spieltag, beim 1:1-Auswärtsunentschieden gegen den MSV Duisburg in der 88. Spielminute für Nicolas Jann eingewechselt wurde. Anschließend etablierte er sich im weiteren Stammkreis und schwankte zwischen Startelf und Ersatzbank, als er Einsatzminuten in insgesamt 26 Saisonspielen sammelte. Mit den „Spatzen“ überflügelte er nach einer Serie von 18 Spielen ohne Niederlage am Saisonende die Konkurrenz und wurde an der Seite von unter anderem Mannschaftskapitän Johannes Reichert, Christian Ortag, Romario Rösch, Leonardo Scienza, Dennis Chessa und Max Brandt Drittligameister, damit schaffte er mit der Mannschaft den direkten Durchmarsch in die 2. Bundesliga. Aufgrund des Erfolgs verlängerte sich der Vertrag automatisch um eine weitere Spielzeit. Hier war er unter Trainer Thomas Wörle zu Saisonbeginn nur Ersatzmann. Im Februar 2025 wurde sein Vertrag in Ulm aufgelöst.

### Nationalmannschaft
Ahrend bestritt in den Jahren 2015 und 2016 insgesamt vier Spiele für die U16 und U17 des DFB.

## Erfolge
- Meister der Regionalliga Südwest und Aufstieg in die 3. Liga: 2023
- Meister der 3. Liga und Aufstieg in die 2. Bundesliga: 2024